# Styracura
Styracura ist eine Rochengattung aus der Familie der Süßwasserstechrochen (Potamotrygonidae). Im Unterschied zu allen anderen Arten dieser Familie leben die zwei Arten dieser Gattung aber nicht in südamerikanischen Süßgewässern, sondern küstennah im Meer, Styracura pacifica auf der pazifischen Seite Mittelamerikas und des nördlichen Südamerikas von Costa Rica bis zu den Galapagosinseln und Styracura schmardae auf der karibischen Seite vom südlichen Golf von Mexiko (Bucht von Campeche) über die Westindischen Inseln bis nach Suriname und das unmittelbar angrenzende Gebiet Brasiliens. Beide gehörten bis Oktober 2016 zur Gattung Himantura in der Familie der Stechrochen (Dasyatidae).

## Merkmale
Die Rochen werden bis zu 1,5 (Styracura pacifica) bzw. 2 Meter (Styracura schmardae) lang. Ihre Körperscheibe ist rund bis leicht rhombisch, genau so breit wie lang oder etwas breiter. Vorne ist der Rand der Körperscheibe nur leicht schräg, hinten breit abgerundet. Die Schnauze ist kurz und breit und ragt kaum über die Körperscheibe hervor, auch die Bauchflossen stehen kaum vor. Die hinteren Enden der Körperscheibe liegen etwas von der Schwanzbasis entfernt. Die Augen sind klein und haben nur ein Drittel bis die Hälfte der Größe der Spritzlöcher. Sie stehen nicht stark hervor. Der Schwanz ist sehr lang und schlank, seine hintere Hälfte ist peitschenartig. Die Schwanzlänge beträgt üblicherweise das Doppelte des Abstandes zwischen Kloake und Schnauzenspitze. Niedrige seitliche Hautfalten erstrecken sich von den Bauchflossen bis zur Hälfte der Distanz zum Schwanzstachel. Ein dorsaler Grat auf dem Schwanz fehlt, kurze und niedrige Ventralfalten sind dagegen vorhanden. Sie reichen vom Schwanzstachel bis kurz dahinter. Die Schwanzbasis ist schmaler als der Augenabstand. Der Schwanzstachel liegt direkt hinter dem vorderen Schwanzdrittel. Er ist lang, meist doppelt so lang wie der Augenabstand, und gut entwickelt. Der Schwanzstachel ist schmal und nur so breit wie der Schwanz auf Höhe des Stachels. Die Placoidschuppen sind sternförmig, relativ groß und stumpf. Jede einzeln hat Muster radial angeordneter Grate. Sie stehen dicht, überlappen sich teilweise und sind gleichmäßig auf der Oberseite der Körperscheibe und auf der Schwanzoberseite verteilt. Auf den Rändern der Körperscheibe und im hinteren Schwanzbereich finden sich kleinere Schuppen mit einer einzelnen Spitze und einer sternförmigen Basisplatte. In der Schulterregion sitzen zwei große Placoidschuppen die ebenfalls sternförmig sind aber gut entwickelte Längsgrate aufweisen. Die Bauchflossen und die Bauchseite sind schuppenlos. Kleine scharfe Schuppen sind aber auf der Schwanzunterseite hinter dem Schwanzstachel vorhanden. Die Rochen der Gattung Styracura sind einfarbig grau, graubraun oder olivbraun bis purpurbraun gefärbt. Die Bauchflossen und der Schwanz sind dunkler.

## Arten
Bisher wurden zwei Arten beschrieben:
- Styracura pacifica (Beebe & Tee-Van, 1941)
- Styracura schmardae (Werner, 1904)